# Phrynobatrachus congicus
Phrynobatrachus congicus es una especie  de anfibios de la familia Ranidae.

## Distribución geográfica
Se encuentra en la República Democrática del Congo.  

## Estado de conservación
Se encuentra amenazada de extinción por la pérdida de su hábitat natural.